# دنيس جي. هارت
دنيس جي. هارت هو سياسي أمريكي، ولد في 1866، وتوفي في 19 فبراير 1917. نشط حزبياً في الحزب الديمقراطي. وقد انتخب عضو جمعية ولاية نيويورك ‏ وانتخب عضو مجلس ولاية نيويورك ‏.